# Ida Constantia Dahl
Ida Constantia Dahl, född Parrau 1837 i Karlshamn, död 1898, var en svensk snusfabrikant. 
Hon var gift med Per August Dahl och mor till  Hjalmar Dahl. Hon drev ensam P. Dahls snusfabrik i Karlshamn mellan makens död 1880 och sonens myndighetsdag 1888. Därefter var hon och sonen kompanjoner. 